# Jugador
En un joc, un jugador és algú que hi participa. El terme "jugador" s'utilitza amb aquest mateix significat tant en la teoria dels jocs com en els jocs recreatius ordinaris. Normalment, en un joc hi participen com a mínim dos jugadors, però existeixen jocs per a un sol jugador, que es coneixen col·lectivament com a jocs en solitari (com ara diversos jocs de cartes i la gran majoria de videojocs).
Segons el creador i dissenyador de jocs Tracy Fullerton, "per esdevenir un jugador, cal acceptar voluntàriament les regles i les restriccions d'un joc."

## Jugadors competitius
A la majoria dels jocs, un jugador (o un equip format per diversos jugadors) resulta guanyador. Alguns jocs multijugador poden tenir diversos guanyadors, però a les societats occidentals, un sol jugador (o equip) normalment aconsegueix la primera posició entre tots els participants, i les estructures de vinculació s'utilitzen habitualment per garantir un sol guanyador. Tot i així, aquesta norma no és universal: al Japó, els empats es consideren victòries per ambdós dos bàndols. Alguns jocs utilitzen mètodes múltiples d'anotar o de determinar les condicions de la victòria. En aquests jocs és possible que guanyin simultàniament dos o més jugadors o equips, que, depenent del joc, es podran comptar com a victòries múltiples o simplement un empat.
En l'àmbit esportiu, el terme comú aplicat als jugadors o als membres d'un equip és atleta.